# Streptoneurie

Streptoneurie

Streptoneurie ist eine Überkreuzung von Hauptnervensträngen bei ontogenetischer Torsion (Drehung) des Körpers. Man findet sie zum Beispiel bei Vorderkiemern (Prosobranchia). Hier führt die Torsion des Eingeweidesacks unter anderem zur Verlagerung der Kiemen nach vorne über den Kopf, was die Sauerstoffversorgung auf Grund der Ausrichtung der Strömung gegenüber begünstigt.
Bei Hinterkiemern (Opisthobranchiata) kommt es meist zu einer Rückdrehung.